# 50 kilomètres marche aux Jeux olympiques d'été de 2004
Navigation
Sydney 2000 Pékin 2008
L'épreuve du 50 kilomètres marche aux Jeux olympiques de 2004 s'est déroulée le 27 août 2004 dans les rues d'Athènes, en Grèce avec un départ et une arrivée au Stade olympique. Elle est remportée par le Polonais Robert Korzeniowski.

## Résultats
| Rang               | Athlète                 | Pays                 | Temps           | Note |
| ------------------ | ----------------------- | -------------------- | --------------- | ---- |
| Médaille d'or      | Robert Korzeniowski     | Pologne              | 3 h 38 min 46 s |      |
| Médaille d'argent  | Denis Nizhegorodov      | Russie               | 3 h 42 min 50 s |      |
| Médaille de bronze | Aleksey Voyevodin       | Russie               | 3 h 43 min 34 s |      |
| 4                  | Yu Chaohong             | Chine                | 3 h 43 min 45 s |      |
| 5                  | Jesús Angel García      | Espagne              | 3 h 44 min 42 s | SB   |
| 6                  | Roman Magdziarczyk      | Pologne              | 3 h 48 min 11 s |      |
| 7                  | Grzegorz Sudoł          | Pologne              | 3 h 49 min 09 s | PB   |
| 8                  | Santiago Pérez          | Espagne              | 3 h 49 min 48 s | SB   |
| 9                  | Yuriy Andronov          | Russie               | 3 h 50 min 28 s |      |
| 10                 | A Latangadasu           | Chine                | 3 h 51 min 55 s |      |
| 11                 | Aigars Fadejevs         | Lettonie             | 3 h 52 min 52 s |      |
| 12                 | Jefferson Pérez         | Équateur             | 3 h 53 min 04 s | NR   |
| 13                 | Trond Nymark            | Norvège              | 3 h 53 min 20 s | SB   |
| 14                 | Peter Korčok            | Slovaquie            | 3 h 54 min 22 s |      |
| 15                 | Miguel Rodríguez        | Mexique              | 3 h 55 min 43 s |      |
| 16                 | Yuki Yamazaki           | Japon                | 3 h 57 min 00 s |      |
| 17                 | Germán Sánchez          | Mexique              | 3 h 58 min 33 s |      |
| 18                 | Miloš Bátovský          | Slovaquie            | 3 h 59 min 11 s |      |
| 19                 | Andrei Stsepanchuk      | Biélorussie          | 3 h 59 min 32 s |      |
| 20                 | Sergey Korepanov        | Kazakhstan           | 3 h 59 min 33 s |      |
| 21                 | Eddy Riva               | France               | 4 h 00 min 25 s |      |
| 22                 | David Boulanger         | France               | 4 h 01 min 32 s |      |
| 23                 | Aleksandar Raković      | Serbie-et-Monténégro | 4 h 02 min 06 s |      |
| 24                 | Zoltán Czukor           | Hongrie              | 4 h 03 min 51 s |      |
| 25                 | Modris Liepinš          | Lettonie             | 4 h 04 min 26 s |      |
| 26                 | Sérgio Galdino          | Brésil               | 4 h 05 min 02 s |      |
| 27                 | Kim Dong-young          | Corée du Sud         | 4 h 05 min 16 s |      |
| 28                 | Jani Lehtinen           | Finlande             | 4 h 05 min 35 s |      |
| 29                 | Craig Barrett           | Nouvelle-Zélande     | 4 h 06 min 48 s |      |
| 30                 | Daugvinas Zujus         | Lituanie             | 4 h 09 min 41 s |      |
| 31                 | Tim Berrett             | Canada               | 4 h 10 min 31 s |      |
| 32                 | Curt Clausen            | États-Unis           | 4 h 11 min 31 s |      |
| 33                 | José Antonio González   | Espagne              | 4 h 11 min 51 s |      |
| 34                 | Jorge Costa             | Portugal             | 4 h 12 min 24 s |      |
| 35                 | Philip Dunn             | États-Unis           | 4 h 12 min 49 s |      |
| 36                 | Kazimír Verkin          | Slovaquie            | 4 h 13 min 11 s |      |
| 37                 | Rustam Kuvatov          | Kazakhstan           | 4 h 13 min 40 s |      |
| 38                 | Miloš Holuša            | Tchéquie             | 4 h 15 min 01 s |      |
| 39                 | Georgios Argiropoulos   | Grèce                | 4 h 17 min 25 s |      |
| 40                 | Mario José dos Santos   | Brésil               | 4 h 20 min 11 s |      |
| 41                 | János Tóth              | Hongrie              | 4 h 29 min 33 s |      |
| —                  | Spiridon Kastanis       | Grèce                | DNF             |      |
| —                  | Denis Langlois          | France               | DNF             |      |
| —                  | André Höhne             | Allemagne            | DNF             |      |
| —                  | Luis Fernando García    | Guatemala            | DNF             |      |
| —                  | Mario Iván Flores       | Mexique              | DNF             |      |
| —                  | Pedro Martins           | Portugal             | DNF             |      |
| —                  | Theodoros Stamatopoulos | Grèce                | DNF             |      |
| —                  | Han Yucheng             | Chine                | DNF             |      |
| —                  | Takayuki Tanii          | Japon                | DQ              |      |
| —                  | Nathan Deakes           | Australie            | DQ              |      |
| —                  | Andreas Erm             | Allemagne            | DQ              |      |
| —                  | Julio René Martínez     | Guatemala            | DQ              |      |
| —                  | Giovanni de Benedictis  | Italie               | DQ              |      |

## Légende
Records et Performances
- AR : Record continental (area record)
- CR : Record des championnats (championship record)
- MR : Record du meeting (meet record)
- NR : Record national (national record)
- OR : Record olympique (olympic record)
- PR : Record paralympique (paralympic record)
- PB : Record personnel (personal best)
- SB : Meilleure performance personnelle de la saison (season's best)
- WL : Meilleure performance mondiale de l'année (world leader)
- WJR : Record du monde junior (world junior record)
- WR : Record du monde (world record)

Circonstances et Conditions
- DNF : N'a pas terminé (did not finish)
- DNS : N'a pas pris le départ (did not start)
- DQ : Disqualification (disqualification)
- NM : Aucun essai valable enregistré (No Mark)
- Q : Qualifié « directement » au prochain tour (ou à la prochaine compétition), lors d'une compétition majeure, grâce au classement ou à la réalisation des minima (automatic qualifier)
- q : Qualifié au prochain tour (ou à la prochaine compétition), lors d'une compétition majeure, grâce au repêchage ou à la réalisation de l'une des meilleures performances parmi celles des « non qualifiés directement » (grâce au meilleur temps ou à la meilleure distance par exemple) (secondary qualifier)